# Glaucina foeminaria
Glaucina foeminaria là một loài bướm đêm trong họ Geometridae.